# Thecla gispa
Thecla gispa är en fjärilsart som beskrevs av William Chapman Hewitson 1865. Thecla gispa ingår i släktet Thecla och familjen juvelvingar. Inga underarter finns listade i Catalogue of Life.